# Laaber (Rohr in Niederbayern)
Laaber ist ein Ortsteil des Marktes Rohr in Niederbayern im niederbayerischen Landkreis Kelheim.

## Lage
Das Kirchdorf liegt im Tal der Großen Laber rechtsseitig vom Fluss auf der Gemarkung Laaberberg.  Westlich verläuft die Staatsstraße 2143. Der Kernort Rohr liegt etwa vier Kilometer südwestlich.

## Geschichte
Die Ortschaft Laaber wurde im Jahr 1245 erstmals urkundlich erwähnt als Filialgemeinde der Pfarrei Sandsbach. Bis zur Säkularisation gehörte der Ort zur geschlossenen Hofmark des Klosters Rohr. Anschließend zur neugegründeten Gemeinde Laaberberg. Im Zuge der Gebietsreform in Bayern am 1. Januar 1974 wurde der Ort ein Gemeindeteil von Rohr.

## Sehenswürdigkeiten
In der Liste der Baudenkmäler in Rohr in Niederbayern sind für Laaber zwei Baudenkmale aufgeführt:
- Filialkirche St. Stephan (Adlhauser Straße 10). Die im Kern spätgotische Saalkirche, die Mitte des 15. Jahrhunderts erbaut wurde. Charakteristisch sind das Steildach des Langhauses, dreiseitig geschlossene Chor und der südliche Chorflankenturm mit Spitzbogenblenden und Pilastergegliederung. Um 1700/10 erfolgte ein barocker Ausbau unter den Wessobrunner Maurermeister und Stuckateur Joseph Bader. Der Spitzhelm des Turmes stammt wohl aus der ersten Hälfte des 19. Jahrhunderts.
- Gasthaus (Adlhauser Straße). Giebelbau aus dem 18. Jahrhundert.
- Station der Labertaler Storchenroute mit dem Thema "Amphibien" (Kurz vor Ortseingang).